# IOA
El IOA (Internacional Oversight Advisory por sus siglas en inglés) es un comité de supervisión civil ficticio del Universo Stargate.

## Historia
El IOA se creó luego de revelar la existencia del programa Stargate a los demás miembros permanentes del Consejo de Seguridad de la ONU. El "Tratado de la Alianza de la Puerta" fue firmado por China, Francia, Japón, Rusia, el Reino Unido y los Estados Unidos.
Se presume que es responsable del desarrollo del Comité Atlantis, y tiene, por lo tanto, total control de la Expedición Atlantis. Sin embargo, el IOA no tiene autoridad directa sobre Comando Stargate, el cual, está bajo el mando de la Fuerza Aérea de los Estados Unidos, que a su vez, está bajo el control del Departamento de Defensa de los Estados Unidos.
Un representante del IOA fue finalmente asignado al SGC, a cambio de más financiación. La organización es, después del "Comité de Apropiación del Senado de los Estados Unidos" y el NID, la tercera organización civil involucrada en el Programa Stargate.

## Miembros del IOA
- Carl Strom - EE. UU. - Director de la organización (interpretado por Carlo Rota).
- Richard Woolsey - EE. UU. - Representante en el SGC y Líder de la expedición Atlantis (interpretado por Robert Picardo).
- Russel Chapman - Representante del Reino Unido (interpretado por Andy Maton)..
- Jean Lapierre - Representante de Francia (interpretado por Mark Oliver)
- Chen Xiaoyi - Representante de China (interpretado por Tamlyn Tomita).
- Coronel Chekov - Representante de Rusia, muerto durante la batalla de P3Y-22 (interpretado por Gary Chalk).
- James Marrick - EE. UU. - Supervisor de la CIA, muerto asesinado por Replicantes (interpretado por Currie Graham).
- Sargento Bates - EE. UU. - Oficial de Operaciones espaciales (interpretado por Dean Marshall).
- Camile Wray - China - Recursos Humanos (interpretada por Ming-Na).

## Tratado de la Alianza de la Puerta
El Tratado de la Alianza de la Puerta fue el acuerdo entre los cinco miembros permanentes del Consejo de Seguridad de la ONU, firmado a principios de 2003. Tras el descubrimiento del puesto avanzado antiguo en la Antártida, los miembros de los países que firmaron el Tratado Antártico también debieron ser incluidos por las leyes internacionales. Además, por razones desconocidas, se incluyó a Serbia, Jamaica, Filipinas, Portugal y Zimbabue. En consecuencia, personal de las naciones citadas participaron en la Expedición Atlantis.
El tratado especifica que todas las tecnologías extraterrestres adquiridas serían compartidas entre las naciones miembros, a cambio de que el programa se mantuviera en secreto. Sin embargo, en los cinco años transcurridos desde entonces, los militares estadounidenses han interpretado que el tratado solo se aplica a las tecnologías no militares. El sistema actual cuenta con el apoyo de los Asgard.
Se suponía que China pronto podría dejar el tratado para obligar al SGC a ser más próximo, aunque esta podría ser una táctica similar a la utilizada por Rusia, fingir reticencia a prorrogar el contrato de arrendamiento sobre su Stargate a cambio de un BC-304.

## Críticas
Miembros del SGC y la Expedición Atlantis han dado muestras de una opinión bastante mala del IOA. Según la Dr Elizabeth Weir, el IOA es incapaz de tomar decisiones en situaciones críticas, valiéndose de diversos factores como maniobra estratégica para no asumir la responsabilidad, por lo tanto, tienen un chivo expiatorio (como la misma Weir) en los casos en que las cosas van mal. El IOA también es criticado por el personal del SGC por intervenir en situaciones en las que carecen de la experiencia necesaria. El dirigente del SGC, el general Hank Landry, ha personificado la división entre la SGC y la IOA diciendo, "Usted sabe, si yo tuviera los salarios que pagan a esos idiota burócratas políticos para poner en mi presupuesto..."
- Datos: Q1540286